# Assedio di Agrigento (210 a.C.)
L'assedio di Agrigento ebbe luogo nel 210 a.C. durante la seconda guerra punica nei pressi dell'antica Akragas.

## Contesto storico
Ecco come Tito Livio descrive il particolare momento della guerra in corso ormai da otto lunghi anni:
(Livio, XXVI, 37.)

### Casus belli

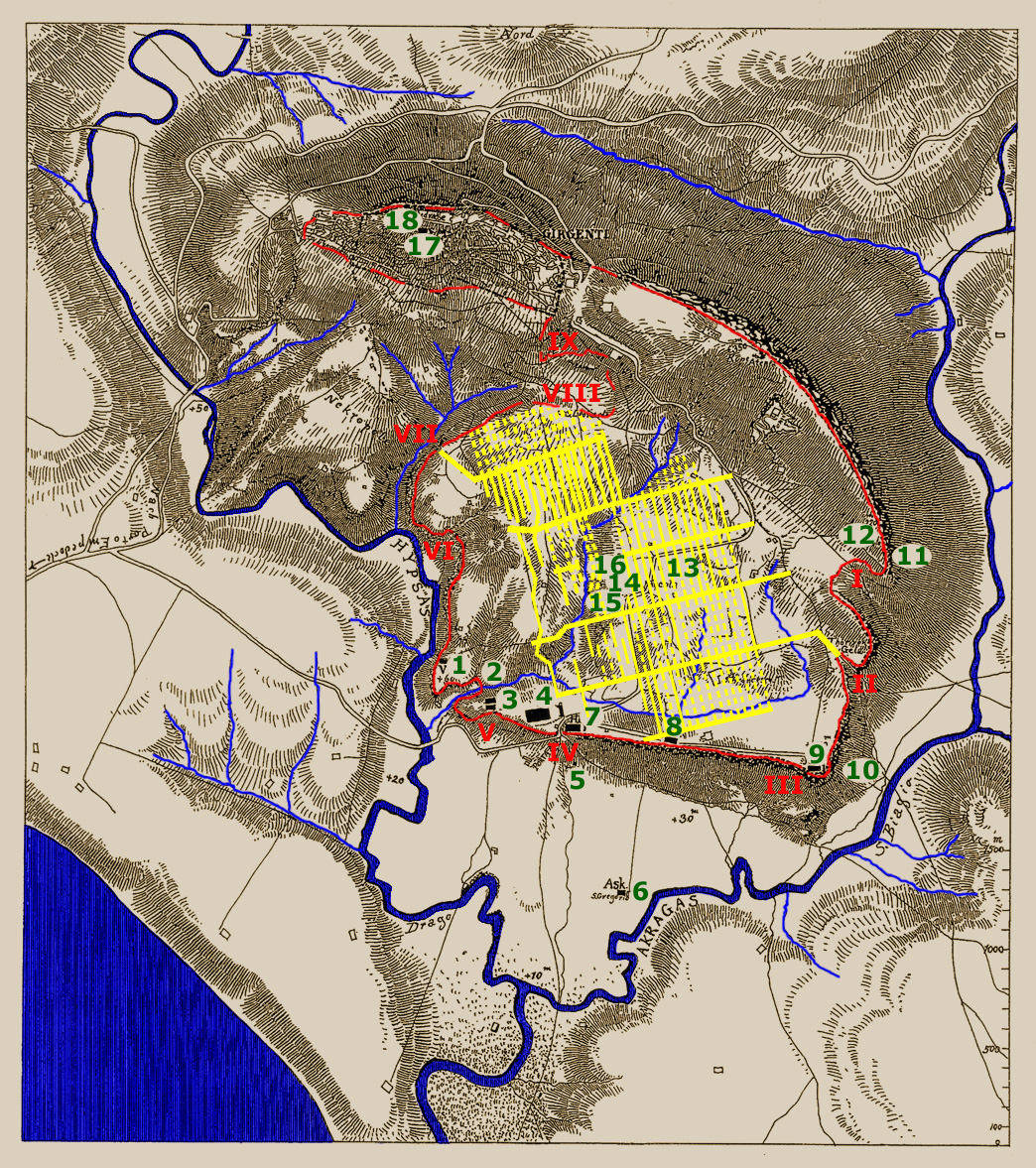
Pianta dell'antica città di Akragas

Verso la fine del 210 a.C., il console Marco Valerio Levino giunse in Sicilia, atteso da antichi e nuovi alleati, con l'obbiettivo di sistemare ciò che ancora era rimasto in sospeso a Siracusa per la pace recente. Condusse in seguito le due legioni a lui affidate contro Agrigento, pronto ad assediarla. La città era l'ultimo baluardo dei Cartaginesi ed era munita di una forte guarnigione. Tito Livio accenna che la «fortuna favorì l'impresa».
Il generale dei Cartaginesi era quell'Annone che aveva combattuto nei pressi dell'Imera nel 212 a.C.. La speranza di tutti era però riposta nei Numidi e in Muttine. Quest'ultimo, vagabondando per tutta la Sicilia a saccheggiare le terre degli alleati dei Romani, gravitava attorno alla città di Agrigento. La fama delle sue imprese aveva offuscato anche quella del comandante in capo del presidio cartaginese, suscitandone l'invidia, tanto da sostituire suo figlio nel comando che aveva Muttine. Questo ordine ottenne l'effetto contrario, accrescendo ancor di più l'antico favore che il comandante dei Numida godeva. Muttine però non tollerò l'oltraggio ed inviò degli ambasciatori a Levino per offrirgli la resa di Agrigento.

## Assalto alla città
Una volta fissate le necessarie modalità dell'accordo, i Numidi occuparono la porta che dava verso il mare e, cacciate ed uccise le guardie, accolsero in città i Romani, i quali procedettero schierati in mezzo alla città e al foro con grande fragore. Annone, allora, pensando che si trattasse di una rivolta tra i Numidi, come in passato era già accaduto, decise di affrontarla, ma quando si accorse che si trattava dei Romani, si diede alla fuga. Uscito dalla porta opposta insieme con Epicide, giunse al mare con pochi compagni e, trovata una piccola imbarcazione, abbandonò la Sicilia e passò in Africa. Molti dei Cartaginesi e Siciliani presenti in città si lanciarono nella fuga senza tentare nemmeno di combattere e, poiché le uscite erano chiuse, vennero tutti quanti trucidati davanti alle porte.

## Conseguenze
Occupata Agrigento, Levino ordinò di decapitare i principali cittadini, dopo averli fatti percuotere con le verghe. Tutti gli altri furono venduti come preda di guerra, mentre il denaro fu inviato a Roma. Come si sparse per la Sicilia la notizia della caduta di Agrigento, le sorti della guerra in Sicilia volsero a vantaggio dei Romani. In breve tempo furono consegnate con il tradimento venti città, mentre sei furono prese con la forza e quaranta si arresero volontariamente. Il console, dopo aver distribuito ai capi di ciascuna delle città ricompense o punizioni a seconda del merito, costrinse i Siciliani a deporre le armi e a darsi all'agricoltura, in modo che lo scopo principale dell'isola fosse, da quel momento, di produrre non solo il nutrimento necessario per i suoi abitanti, ma anche i necessari approvvigionamenti per la città di Roma e all'Italia.
Da Agatirna Levino portò con sé in Italia una moltitudine disordinata. Si trattava di quattromila uomini di ogni razza, esuli carichi di debiti o di delitti capitali che, per vari motivi, una la sorte aveva ammassati in questa città, dove vivevano di furti e rapine. Levino non ritenne, infatti, prudente lasciare in Sicilia questa gente, proprio quando la pace cominciava a consolidarsi. E così alla fine in quell'anno la guerra in Sicilia ebbe fine.